# Комуна (Молдова)
Комуна (рум. comună) — адміністративно-територіальна одиниця в Молдові, що включає одне або декілька сіл, залежно від економічних, соціально-культурних, географічних та демографічних умов.
Село, в якому розташована сільська (комунальна) рада називається «селом-резиденцією». Назва комуни завжди збігається з назвою села-резиденції.
Управління комуною очолює примар. Також є один заступник примара. Заступники примара комун, що мають населення до 5000 мешканців, працюють на громадських засадах.